# Cầu tại München

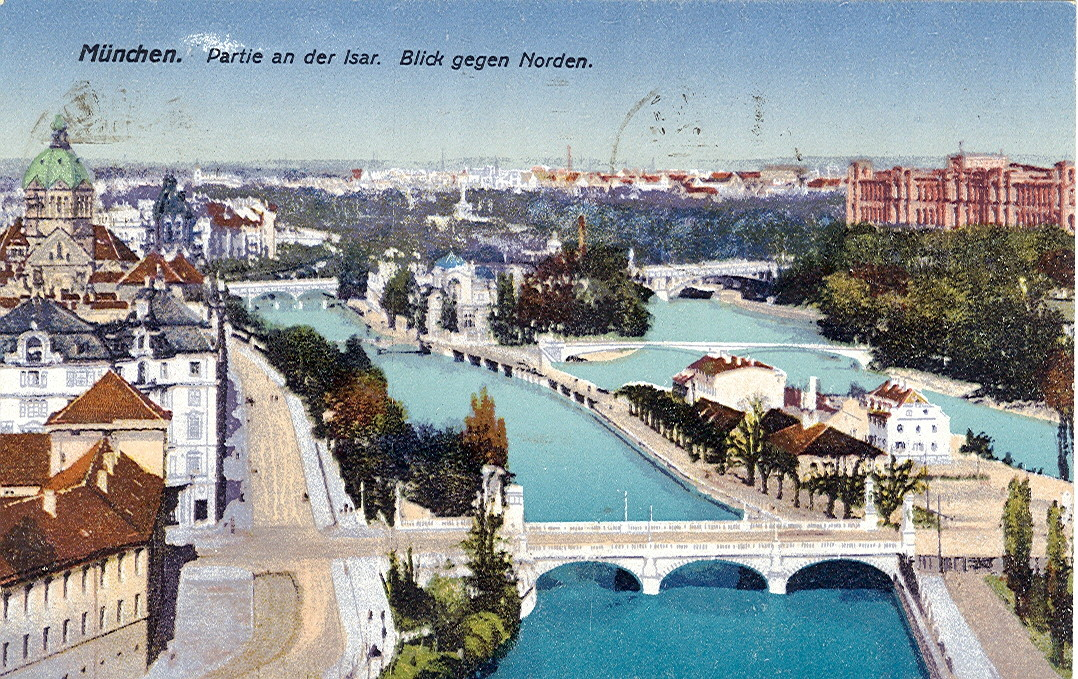
Bưu thiếp của München 1918 với cầu Isarbrücken

Tại thủ phủ München của bang Bayern có tới hơn 1000 cái cầu. Những cái cầu mà thường được biết tới và cũng đóng phần tạo nên một bức ảnh của thành phố này là những chiếc cầu bắt ngang qua sông Isar cũng như qua những tuyến đường sắt rộng chạy từ München tới Augsburg.

## Lịch sử

### Thời Trung cổ và Cận đại
Chiếc cầu cổ nhất nằm trên lãnh thổ thành phố ngày nay là cầu Föhring bắt qua sông Isar, nằm gần đập nước Oberföhring. Nó được nhắc tới trong văn kiện Augsburger Schied từ năm 1158, trong khi đó cho tới bây giờ cũng chưa rõ, là lúc thành phố München được thành lập có cầu nào bắt qua sông Isar không? Cho tới năm 1180 thì một cầu mà bây giờ nằm ở vị trí cầu Ludwig mới được nhắc tới. Sau khi cầu Föhringer bị phá hủy bởi Heinrich Sư tử thì cầu đó là cầu Isar duy nhất từ thành phố Bad Tölz cho tới Freising mà có thể đi xe ngựa qua.

Vào thời Trung cổ thì nhiều cầu được dựng lên bắc qua các con suối trong thành phố. Trước những cổng thành của tường trong và tường ngoài thành phố có những cầu bắt qua những hố nước. Cuối thế kỷ thứ 15 trong danh sách các cầu của thành phố có 49 chiếu cầu, mà thành phố chịu trách nhiệm tu bổ, trong số đó chỉ có 1 chiếc cầu đá. Tuy nhiên đó là chưa kể các cầu trong các danh thự của công tước hay của tư nhân. 
Những thế kỷ sau đó con số các chiếc cầu thay đổi rất ít, tuy nhiên dần dần các cầu gỗ được thay thế bằng cầu đá. Đầu tiên là các cầu qua các hào trước các cổng thành vào thế kỷ 16, đến thế kỷ thứ 18 thì thay cầu Isar từ gỗ thành đá.

### Thế kỷ 19

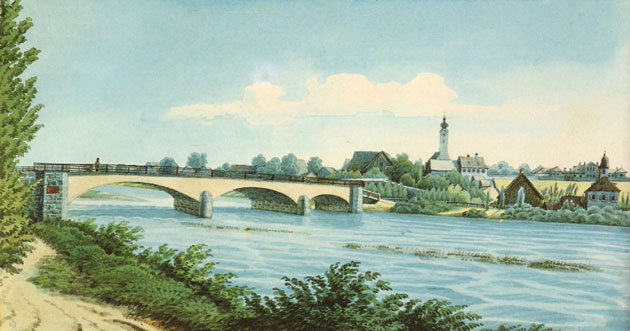
cầu Bogenhausener 1812

Năm 1804, một cây cầu thứ hai bắt ngang qua sông Isar được xây tại chỗ bây giờ gọi là cầu Max Joseph ở Bogenhausen, hồi đó còn ở ngoài phạm vi lãnh thổ thành phố, ban đầu chỉ là cầu gỗ, sau đó vào năm 1811 được thay thế bởi 1 cầu gỗ khác nhưng được chống bằng các cột trụ bằng gạch đá. 
1813 một phần của cầu Schwanen bị sụp, đưa tới cái chết của khoảng 100 người tới cầu xem vì tò mò. Ban đầu người ta chỉ xây lại tạm bợ, mãi đến 1828 thì cầu Isar ngoài cùng mới được xây lại hoàn toàn và sau đó được đặt tên theo ông vua lúc bấy giờ là Ludwig I, tức là cầu Ludwig. Năm 1832, cầu Isar thứ ba là cầu Reichenbach được xây bằng gỗ. Theo bản kê khai các cầu thì München vào năm 1833 có tới 162 cầu, tuy nhiên đó là chưa kể tới vùng ngoại ô như Au nằm về phía bên kia của sông Isar, nơi mà tới năm 1854 mới trở thành một vùng của München và vì suối Auer Mühlbach với rất nhiều nhánh nên cũng có nhiều cầu.

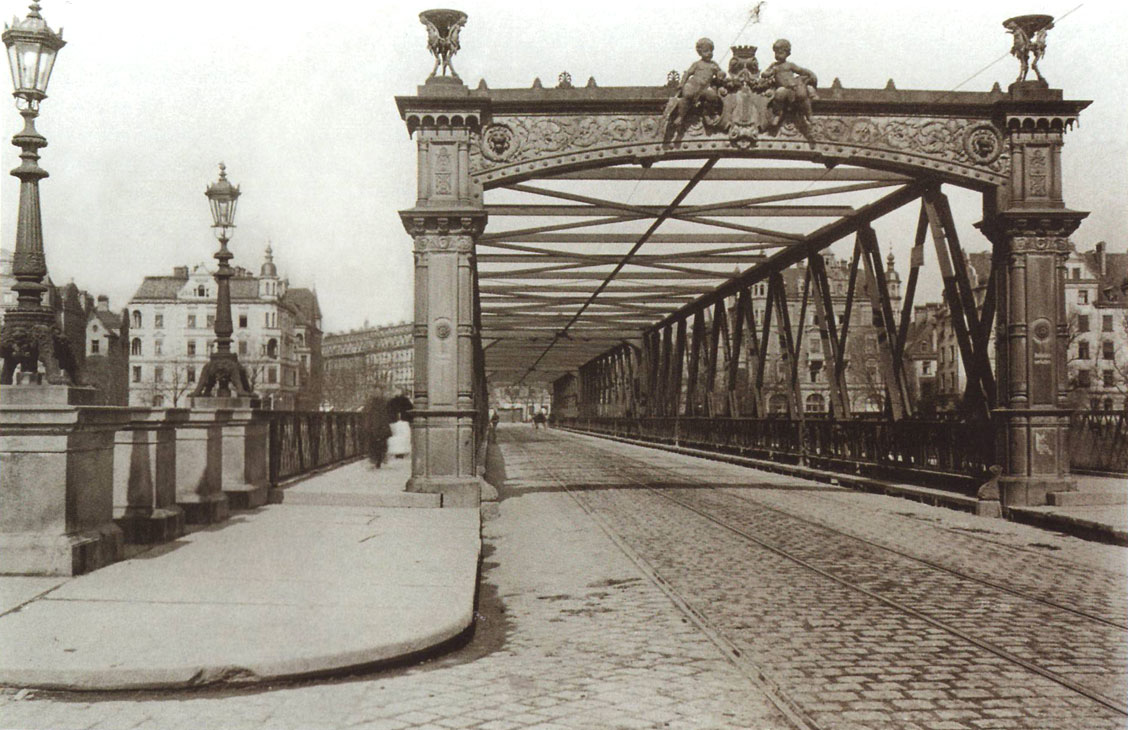
Cầu Wittelsbacherbrücke 1900

Trong khuôn khổ xây những con đường rộng đẹp như đường Maximilian và Prinzregenten dẫn ra ngoài về hướng Đông, từ năm 1859–65 cầu Maximilian được xây như là một cầu đá vào năm 1891 cầu Luitpold là một cầu sắt với 3 vòng cầu. Vì phương tiện lưu thông xe lửa mới từ năm 1850–57 cầu Großhesseloher và 1869–71 Braunauer được xây thành cầu đường sắt. Từ năm 1874–76 để mà cải thiện phương tiện giao thông nối liền phố cổ với vùng Giesing, mà trở thành một phần của München vào năm 1854, người ta cho xây cầu Wittelsbacher và để thay thế cho cầu gỗ 1873 bị sập vì ngập lụt, vào năm 1876 một cầu khung sắt ở Bogenhausen cũng được xây mới. Trên quãng đường xe lửa rộng dẫn từ München tới Augsburg năm 1870 cầu Herbststraßenbrücke được hình thành, tuy nhiên vì phương tiện lưu thông càng ngày càng tăng nên 1891/92 đã được thay thế bởi một cầu mới, bây giờ là cầu Hacker, còn cái cầu cũ Herbststraßenbrücke thì được dùng để xây lại cầu mới một khoảng xa hơn, bây giờ gọi là cầu Donnersberger. Từ năm 1891 đến 1892 cầu Ludwig được thay thế bởi một cầu mới. Năm 1892 cầu Ludwig-Ferdinand bắt qua kênh đào Nymphenburger là cầu vòng đầu tiên, mà bê tông cốt thép được dùng làm nguyên liệu. Cuối thế kỷ 19 những chiếc cầu đầu tiên dành cho người đi bộ cũng được xây, đó là cầu Marianne (1888) và Kabelsteg (1898) để nối liền với đảo Praterinsel, cầu Wehrsteg (München) (1888) nối liền với 2 đảo nằm trên sông Isar và cầu Flauchersteg (1890) bắt ngang sông Isar ở miền Nam thành phố.

### Đầu thế kỷ 20
Trong trận lụt lớn mà cả trăm năm mới có một lần vào năm 1899 cầu Luitpold (München) và cầu (bây giờ được gọi là cầu Max Joseph) Bogenhausener bị hư hại hoàn toàn, tuy nhiên may thay là không có ai chết. Đầu tiên vào năm 1901 cầu Luitpold được xây trở lại, về tài chánh thì cũng như chiếc cầu nguyên thủy nhiếp chính Luitpold von Bayern chịu chi phí. Cầu Bogenhausener ban đầu chỉ được xây lại tạm bợ. Sau đó cơ quan hành chính thành phố quyết định thực hiện một chương trình xây cầu, theo như đề nghị của hãng Sager & Woerner mà đã xây lại cầu Luitpold. Theo đề nghị này sẽ xây 5 cầu mới bắt ngang qua sông Isar và cầu Wittelsbacher sẽ được xây lại ở Thalkirchen, vì khi quận này nhập vào München vào năm 1900 đã được hứa là sẽ xây cho quận một cây cầu riêng. Bởi vì những dàn chống để xây cầu và cái cầu tạm bợ có thể dùng lại khi xây cầu mới, nên chi phí giảm đi rất nhiều hơn là chỉ xây một chiếc cầu riêng biệt. Trước hết vào năm 1902 cầu Max Joseph được xây trở lại. 1903 tới phiên cầu Cornelius (München), một cầu mới giữa quận Isarvorstadt và quận Au, cũng như cầu Reichenbach. Trái với hoạch định ban đầu vào năm 1903/04 tại quận Thalkirchen một cầu gỗ có cột chống bằng thép bọc bê tông được xây. Một phần là nó hợp với phong cảnh chung quanh hơn, theo sự yêu cầu của người dân, phần khác là thành phố sẽ linh động hơn trong việc xây những kinh đào chẳng hạn Isar-Werkkanal và nhà máy thủy điện Isarwerk 1. Cái cầu Wittelsbacher cũ do đó được chuyển vào năm 1904 tới chỗ mà bây giờ là cầu Brudermühl, nhờ vậy quận Sendling cũng có nơi bắt ngang qua sông Isar tới quận Giesing. 1904/05 cầu Wittelsbacher và cầu Maximilian Ngoài được xây lại mới. Cầu Maximilian Trong thì chỉ được làm rộng ra.

### Sau thế chiến thứ Hai
Đa số những chiếu cầu bắt qua sông Isar trong thế chiến thứ Hai chỉ bị hư hại nhẹ và vẫn được tiếp tục dùng. Chỉ có cầu Thalkirchner và cầu Brudermühl, cũng như phần phía Tây cầu Leinthaler bị trúng bom, bị giật sập vào năm 1945. Những chiếc cầu bắt qua tuyến đường xe lửa thì bị hư hại nặng hơn, vì là mục tiêu chính của những cuộc thả bom của quân đội đồng minh. Bởi vì nhà cửa và đường sá cần được xây sửa trước, nên những cầu chỉ được vá víu tạm thời cho người đi bộ. Mãi đến năm 1953 cầu Hacker và cầu Brudermühl mới được sửa lại cho xe cộ đi qua.

## Một số cầu
Trong só trên 1000 cái cầu, mà có ở München, ở đây chỉ có thể giới thiệu một số cây cầu quan trọng, dựa vào cuốn sách Lịch sử các cầu tại München („Geschichte der Münchner Brücken") của Christine Rädlinger. Tuy nhiên ngoài 4 cây cầu đã đóng một lịch sử quan trọng, ở đây chỉ chú trọng tới các cầu còn tồn tại, và còn có thể nhận ra, thí dụ là không có các cầu của các con suối trong phố mà đã bị đổ lấp. Thêm vào đó là cầu Candid cũng như Isarbrücke Unterföhring vì sự quan trọng của nó trong vấn đề giao thông đường Vòng giữa phố Mittleren Ring cũng như đường cao tốc số 99 chạy bao quanh thành phố.
- SO: Standort
- Tên / Vị trí
- Nhiệm vụ = cầu được sử dụng như thế nào và những cái gì được chở qua.
- Chạy qua = chạy qua cái gì (sông, đường, đường rầy...)
- Thời gian xây
- Kiến trúc
- Vật liệu
- Khoảng cách tối đa giữa 2 phần
- Chiều dài
- Bề ngang

| Hình | Tên / Vị trí                                                         | Nhiệm vụ                                     | Chạy qua                                 | Thời gian xây     | Kiến trúc                     | Vật liệu            | Khoảng cách tối đa giữa 2 phần | Chiều dài | Bề ngang      | Chú thích                                                                      |
| ---- | -------------------------------------------------------------------- | -------------------------------------------- | ---------------------------------------- | ----------------- | ----------------------------- | ------------------- | ------------------------------ | --------- | ------------- | ------------------------------------------------------------------------------ |
|      | Abrechen (Bản mẫu:Tọa độinateD)                                      | Chỗ chận gỗ trôi                             | Isar (Große Isar)                        | 1582–87           | Cầu dầm                       | gỗ                  |                                |           |               |                                                                                |
|      | Cầu Bavaria, Lipowsky-Brücke (Bản mẫu:Tọa độinateD)                  | Cầu đường                                    | Münchner Südring                         | 1964              | Cầu dầm                       | bê tông tiền áp     |                                | 33,00     | 20,00         |                                                                                |
|      | Cầu Bosch, Innere Erhardtbrücke (Bản mẫu:Tọa độinateD)               | Cầu đường                                    | Isar (Große Isar)                        | 1925              | Cầu dầm                       | Bê tông ván         | 16,20                          | 46,84     | 8,97          | dẫn từ bờ Tây tới Museumsinsel                                                 |
|      | Cầu đường sắt Braunauer (Bản mẫu:Tọa độinateD)                       | Cầu xe lửa, Münchner Südring                 | Isar, Großer Stadtbach                   | 1869–71           | Cầu giàn, Cầu dầm             | Thép                | 48,40                          | 150,44    | 16,00         |                                                                                |
|      | Cầu Brudermühl (Bản mẫu:Tọa độinateD)                                | Cầu đường, Brudermühlstraße (Mittlerer Ring) | Isar                                     | 1953              | Cầu dầm                       | bê tông tiền áp     | 46,30                          | 138,00    | 16,00         |                                                                                |
|      | Brudermühlsteg (Bản mẫu:Tọa độinateD)                                | Cầu đường, Brudermühlstraße (Mittlerer Ring) | Großer Stadtbach                         | 1989              | Cầu dầm                       |                     |                                |           |               | dẫn tới Flaucher                                                               |
|      | Cầu Candid (Bản mẫu:Tọa độinateD)                                    | Cầu đường, Candidstraße (Mittlerer Ring)     | Auer Mühlbach, Candidplatz               |                   | Cầu dầm                       |                     |                                |           |               | dẫn tới hầm Candidtunnel                                                       |
|      | Cầu Cornelius (Bản mẫu:Tọa độinateD)                                 | Cầu đường                                    | Isar                                     | 1903              | Cầu vòm                       | Bê tông, đá         | 44,00                          | 150,00    | 18,00         |                                                                                |
|      | Cầu Donnersberger (Bản mẫu:Tọa độinateD)                             | Cầu đường, Mittlerer Ring                    | Tuyến đường xe lửa München–Augsburg      | 1972              | Cầu dầm                       | Bê tông thép        |                                | 864,44    | 47,00         |                                                                                |
|      | Cầu Eisbach (Bản mẫu:Tọa độinateD)                                   | cầu đường, Prinzregentenstraße               | Eisbach                                  | 1890              | Cầu vòm                       | gạch ngói, Beton    | 4,90                           |           |               | Di sản kiến trúc                                                               |
|      | Fischerbrücke (Bản mẫu:Tọa độinateD)                                 | Cầu đi bộ                                    | Auer Mühlbach                            | 1955              | Cầu dầm                       | Bê tông thép        |                                |           |               |                                                                                |
|      | Flauchersteg (Bản mẫu:Tọa độinateD)                                  | Cầu đi bộ                                    | Isar                                     | 1890 / 2001       | Cầu dầm                       | thép, gỗ ván        | 14,50                          | 340,50    | 4,00          | errichtet über dem Isarwehr der Thalkirchner Überfälle                         |
|      | Cầu đường sắt Föhringer (Bản mẫu:Tọa độinateD)                       | Cầu đường sắt, Münchner Nordring             | Isar, Kênh đào Mittlere-Isar             | 1907 / 1940       | Cầu dầm                       |                     | 40,80                          | 139       | 9,50          |                                                                                |
|      | Cầu Friedenheimer (phía Bắc) (Bản mẫu:Tọa độinateD)                  | Cầu đường                                    | Tuyến đường xe lửa München–Augsburg      | 1983              | Cầu dầm                       | bê tông tiền áp     | 47,58                          | 132,29    | 22,34         |                                                                                |
|      | Cầu Friedenheimer (phía Nam) (Bản mẫu:Tọa độinateD)                  | Cầu đường                                    | Münchner Südring                         | 1983              | Cầu dầm                       | Spannbeton          | 32,46                          | 65,47     | 22,34         |                                                                                |
|      | Cầu đi bộ qua đường Schenkendorfstraße (Bản mẫu:Tọa độinateD)        | Cầu người đi bộ và xe đạp                    | Schenkendorfstraße                       | 1985              | Cầu treo                      | thép                |                                | 70        | 3,76          |                                                                                |
|      | Cầu Ganghofer (Bản mẫu:Tọa độinateD)                                 | Cầu đường                                    | Münchner Südring                         | 1893              | Cầu dầm                       | thép, Bê tông       | 9,25                           | 18,50     | 16,12         |                                                                                |
|      | Gebsattelbrücke (Bản mẫu:Tọa độinateD)                               | Cầu đường, Hochstraße                        | Gebsattelstraße                          | 1901              | Cầu vòm                       | Bê tông thép        |                                | 18,00     | 13,40         | Di sản kiến trúc                                                               |
|      | Cầu Gerner (Bản mẫu:Tọa độinateD)                                    | Cầu đường, bây giờ là cầu đi bộ              | Kinh đào Nymphenburger                   | 1897              | Cầu vòm                       | Bê tông sắt         | 16,00                          | 29,00     | 10,00         | Di sản kiến trúc                                                               |
|      | Cầu Geyer (Bản mẫu:Tọa độinateD)                                     | Cầu đường                                    | Großer Stadtbach                         | 1902              | Cầu vòm                       |                     | 10,00                          | 21,26     | 22,63         |                                                                                |
|      | Cầu Großhesselohe (Bản mẫu:Tọa độinateD)                             | Cầu đường xe lửa, Tuyến München–Holzkirchen  | Isar, Isar-Werkkanal                     | 1985              | Cầu giàn                      | Bê tông thép        | 65,00                          | 209,00    | 10,62         | Cầu trước đó 1857 là cầu đường sắt lớn nhất nước Đức                           |
|      | Grüne Brücke (Bản mẫu:Tọa độinateD)                                  | Fußgängerbrücke                              | Garmischer Straße                        | 1981              | Cầu vòm                       | bê tông tiền áp     |                                | 60,00     | 13,25         | Nối 2 phần của Westpark                                                        |
|      | Gunezrainerbrücke (Bản mẫu:Tọa độinateD)                             | Fußgängerbrücke                              | suối Schwabing                           | 1906              | Cầu vòm                       | Bê tông thép        | 12,00                          | 20,00     | 12,00         | dẫn tới vườn Anh                                                               |
|      | Hackerbrücke, Herbststraßenbrücke (Bản mẫu:Tọa độinateD)             | Cầu đường                                    | Tuyến đường xe lửa München–Augsburg      | 1892              | Cầu vòm (Vòng cầu trên đường) | Sắt                 | 28,50                          | 212,30    | 14,80         |                                                                                |
|      | Haimonbrücke, Postwegbrücke (Bản mẫu:Tọa độinateD)                   | Cầu đi bộ                                    | Kênh đào Mittlere-Isar                   | 1924              | Cầu vòm                       | Bê tông thép        | 25,75                          | 25,75     | 7,00          |                                                                                |
|      | Cầu Hanns-Braun (Bản mẫu:Tọa độinateD)                               | Cầu đi bộ                                    | Georg-Brauchle-Ring                      | 1971              | Cầu dầm                       | bê tông tiền áp     | 49,04                          | 94,04     | 20,80 - 39,00 | Nối phía Bắc và phía Nam của công viên Thế vận hội                             |
|      | Cầu Herzog-Heinrich (Bản mẫu:Tọa độinateD)                           | Cầu đường, Föhringer Ring                    | Isar, Kênh đào Mittlere-Isar             | 1960              | Cầu dầm                       | Stahl, Beton        | 56,00                          | 155,50    | 14,25         |                                                                                |
|      | Hochbrücke (Bản mẫu:Tọa độinateD)                                    | Cầu đường                                    | (Kalten- bzw. Katzenbach)                | 1395              | Cầu vòm                       | Stein               |                                |           |               | được nhắc tới đầu tiên 1322, 1860 được xây là cầu gỗ, giật sập đầu thế kỷ 20   |
|      | Hochbrücke Freimann, Tatzelwurm (Bản mẫu:Tọa độinateD)               | Cầu đường, Bundesautobahn 9                  | Frankfurter Ring, U 6, Münchner Nordring | 1960              | Cầu dầm                       |                     |                                |           |               | cầu mới xây năm 2007                                                           |
|      | Isarbrücke Unterföhring (Bản mẫu:Tọa độinateD)                       | Cầu đường, Bundesautobahn 99                 | Isar                                     | 1972 bis 1974     | Cầu dầm                       |                     |                                |           |               |                                                                                |
|      | Isarsteg Unterföhring (Bản mẫu:Tọa độinateD)                         | đi bộ và xe đạp                              | Isar                                     |                   |                               |                     |                                |           |               | führt von der Oberen Isarau zum Poschinger Weiher                              |
|      | Cầu John-F.-Kennedy (Bản mẫu:Tọa độinateD)                           | Cầu đường, Isarring (Mittlerer Ring)         | Isar, Eisbach                            | 1962              | Cầu dầm                       | Spannbeton          | 68,00                          | 131,00    | 24,50         |                                                                                |
|      | Kabelsteg (Bản mẫu:Tọa độinateD)                                     | Fußgängerbrücke                              | Isar (Kleine Isar)                       | 1898              | Cầu vòm                       | Bê tông sắt         | 37,00                          | 76,50     | 4,00          | Dẫn từ Praterinsel tới bờ phía Đông                                            |
|      | Kegelhofbrücke (Bản mẫu:Tọa độinateD)                                | Cầu đường                                    | Auer Mühlbach                            | 1955              | Cầu dầm                       | Bê tông thép        |                                | 10,50     | 3,50          | unter der Brücke vereinigt sich der Kegelhofbach wieder mit dem Auser Mühlbach |
|      | Kettenbrücke Neuperlach (Bản mẫu:Tọa độinateD)                       | Fußgängerbrücke                              | Ständlerstraße                           | 1990 - 1992       | Kettenbrücke                  | Stahl               | 19,00                          | 111,00    | 4,20          | seltene moderne Kettenbrücke                                                   |
|      | Kommunesteg (Bản mẫu:Tọa độinateD)                                   | Fußgängerbrücke                              | Auer Mühlbach                            | 1983              | Cầu dầm                       |                     |                                | 8,50      | 4,00          |                                                                                |
|      | Korsobrücke (Bản mẫu:Tọa độinateD)                                   | Cầu đường                                    | Kênh đào Mittlere-Isar                   | 1924              | Cầu vòm                       | Bê tông thép        | 24,25                          | 24,25     | 11,00         |                                                                                |
|      | Laimbrücke (Bản mẫu:Tọa độinateD)                                    | Cầu đường                                    | Laimbach (Stadthammer-schmiedbach)       | 1322              | Cầu vòm                       | đá                  |                                |           |               | 1322 erstmals genannt, 1562 gewölbt, Abbruch 19. Jh.                           |
|      | Landsberger Cầu đường (Bản mẫu:Tọa độinateD)                         | Cầu đường                                    | Münchner Südring                         | 1951              | Cầu dầm                       | Bê tông thép        | 10,13                          | 20,26     | 58,00         |                                                                                |
|      | Leinthalerbrücke (Bản mẫu:Tọa độinateD)                              | Cầu đường, Leinthalerstraße                  | Isar, Kênh đào Mittlere-Isar             | 1982              | Cầu dầm                       | Spannbeton          | 33,43                          | 99,42     | 8,75          |                                                                                |
|      | Ludwig-Ferdinand-Brücke (Bản mẫu:Tọa độinateD)                       | Cầu đường                                    | Nymphenburger Kanal                      | 1956              | Cầu vòm                       | Bê tông thép        | 17,30                          | 27,00     | 31,93         | Di sản kiến trúc, erste Eisenbeton-Cầu vòm Münchens                            |
|      | Cầu Ludwig Ngoài (Bản mẫu:Tọa độinateD)                              | Cầu đường                                    | Isar (Kleine Isar)                       | 1935              | Cầu vòm                       | Bê tông thép        | 32,83                          | 71,00     | 29,00         | Di sản kiến trúc, dẫn từ đảo Bảo tàng viện tới bờ phía Đông                    |
|      | Cầu Ludwig Trong (Bản mẫu:Tọa độinateD)                              | Cầu đường                                    | Isar (Große Isar)                        | 1935              | Cầu vòm                       | Bê tông thép        | 64,00                          | 43,00     | 29,00         | Di sản kiến trúc, dẫn từ bờ phía Tây tới đảo Bảo tàng viện                     |
|      | Cầu Luitpold (München), Prinzregentenbrücke (Bản mẫu:Tọa độinateD)   | Cầu đường, Prinzregentenstraße               | Isar                                     | 1902              | Cầu vòm                       | Đá                  |                                | 63,00     | 17,20         |                                                                                |
|      | Cầu Marianne (Bản mẫu:Tọa độinateD)                                  | Cầu đi bộ                                    | Isar (Große Isar)                        | 1929              | Cầu dầm                       | Bê tông cốt sắt     | 15,00                          | 38,30     | 6,00          | Dẫn từ bờ phía Tây tới Praterinsel                                             |
|      | Marienklausensteg (Bản mẫu:Tọa độinateD)                             | Fußgängerbrücke                              | Isar, Isar-Werkkanal                     | 1997              | Cầu dầm                       | Bê tông thép, Stahl | 21,67                          | 129,00    | 4,15          |                                                                                |
|      | Martiusbrücke (Bản mẫu:Tọa độinateD)                                 | Cầu đường                                    | suối Schwabing                           | 1979              | Cầu dầm                       | Bê tông thép        |                                | 12,60     | 10,84         |                                                                                |
|      | Cầu Maximilian Ngoài(Bản mẫu:Tọa độinateD)                           | Cầu đường, Maximilianstraße                  | Isar (Kleine Isar)                       | 1904/05           | Cầu vòm                       | Đá vôi với vỏ sò    | 45,87                          | 96,20     | 22,00         | Di sản kiến trúc, dẫn từ Praterinsel tới bờ Đông                               |
|      | Cầu Maximilian Trong(Bản mẫu:Tọa độinateD)                           | Cầu đường, Maximilianstraße                  | Isar (Große Isar)                        | 1904/05           | Cầu vòm                       | Bê tông, ngói       | 13,89                          | 42,14     | 22,00         | Di sản kiến trúc, dẫn từ bờ Tây tới Praterinsel                                |
|      | Cầu Max Joseph, Bogenhausener Brücke (Bản mẫu:Tọa độinateD)          | Cầu đường                                    | Isar                                     | 1901/02           | Cầu vòm                       | Bê tông thép        |                                | 64,00     | 18,10         | Cầu trước đó được xây năm 1804 là cầu Isar thứ hai tại München                 |
|      | Cầu Praterwehr (Bản mẫu:Tọa độinateD)                                | Cầu đường                                    | Isar (Große Isar)                        | 1966              | Cầu dầm                       | Bê tông thép        | 8,35                           | 40,20     | 7,18          | dẫn từ bờ Tây tới đảo Prater                                                   |
|      | Cầu Reichenbach (Bản mẫu:Tọa độinateD)                               | Cầu đường                                    | Isar                                     | 1902              | Cầu vòm                       | Stampfbeton         | 44,00                          | 134,60    | 24,00         | Cầu trước xây năm 1832 là cầu Isar thứ ba của München                          |
|      | Röhrenbrücke (Bản mẫu:Tọa độinateD)                                  | Wasserleitungsbrücke                         | Isar (Kleine Isar)                       | zw. 1599 und 1632 | Cầu dầm                       | Holz                |                                |           |               | Wasserleitung zur Praterinsel, Fortsetzung über den Abrechen, Abbruch 1873     |
|      | Schenkendorfbrücke (Bản mẫu:Tọa độinateD)                            | Straßenbahnbrücke                            | Mittlerer Ring                           | 2009              | Schrägseilbrücke              | Stahl               | 84,00                          |           | 7,40 + 4,50   |                                                                                |
|      | Cầu Schinder, Abdeckerbrücke (Bản mẫu:Tọa độinateD)                  | Cầu đi bộ                                    | Großer Stadtbach                         | 1978              | Cầu dầm                       | Bê tông thép        | 12,00                          | 35,00     | 6,00          | dẫn tới Flaucher                                                               |
|      | Schmederersteg (Bản mẫu:Tọa độinateD)                                | Cầu đi bộ                                    | Münchner Südring                         | 1869              | Cầu giàn                      | Eisen               | 10,21                          | 30,63     | 2,36          | Di sản kiến trúc                                                               |
|      | Cầu St.-Emmeram (Bản mẫu:Tọa độinateD)                               | Cầu cho người đi bộ                          | Isar                                     | 2004              | Cầu giàn với mái              | ggoox, thép         | 34,00                          | 96,00     | 3,50          | gần chỗ cầu Isar tại Föhring mà bị Heinrich Sư tử cho phá hủy                  |
|      | Đập nước Oberföhring (Bản mẫu:Tọa độinateD)                          | Cầu cho người đi bộ                          | Isar                                     | 1924              | Cầu vòm                       | Bê tông thép        | 17,00                          | 78,50     |               |                                                                                |
|      | Cầu Thalkirchen (Bản mẫu:Tọa độinateD)                               | Cầu đường                                    | Isar, Isar-Werkkanal                     | 1991              | Cầu giàn                      | Bê tông thép, gỗ    | 13,40                          | 183,12    | 12,50         | 1993 bị hư hại nặng sau khi bị cháy, tới 1994 được xây trở lại                 |
|      | Thomassteg (Bản mẫu:Tọa độinateD)                                    | Fußgängerbrücke                              | Großer Stadtbach                         | 1900              | Cầu giàn                      | Stahl               |                                | 16,80     | 1,87          | Di sản kiến trúc, dẫn tới Flaucher                                             |
|      | Cầu Tivoli (Bản mẫu:Tọa độinateD)                                    | Cầu đường, Tivolistraße                      | Eisbach                                  | 1978              | Cầu vòm                       | Bê tông thép        | 8,50                           | 17,00     | 27,30         | Tivolibrücke cũng được gọi là Cầu Max Joseph                                   |
|      | Totensteg (Bản mẫu:Tọa độinateD)                                     | Fußgängerbrücke                              | Westermühlbach                           | 1972              | Cầu dầm                       | gỗ                  |                                | 6,50      | 2,60          | từ thế kỷ 16 dẫn tới nghĩa địa Nam                                             |
|      | Wehrsteg (Bản mẫu:Tọa độinateD)                                      | Cầu cho người đi bộ                          | Isar                                     |                   | Cầu dầm                       |                     |                                |           |               | nối Praterinsel với Museumsinsel                                               |
|      | Weiße Brücke, Auen- oder Biedersteiner Brücke (Bản mẫu:Tọa độinateD) | Cầu đường, Isarring (Mittlerer Ring)         | suối Schwabing                           |                   |                               |                     |                                |           |               |                                                                                |
|      | Winkelbrücke (Bản mẫu:Tọa độinateD)                                  | Cầu đường                                    | Auer Mühlbach                            |                   | Cầu dầm                       |                     |                                |           |               |                                                                                |
|      | Cầu Wittelsbacher (Bản mẫu:Tọa độinateD)                             | Cầu đường                                    | Isar                                     | 1905              | Cầu vòm                       | Beton               | 44,00                          | 138,10    | 20,00         |                                                                                |
|      | Cầu Zenneck, Äußere Erhardtbrücke (Bản mẫu:Tọa độinateD)             | Cầu đường                                    | Isar (Kleine Isar)                       | 1925              | Cầu dầm                       | Bê tông ván         | 14,50                          | 66,84     | 8,97          | Di sản kiến trúc, dẫn từ Museumsinsel tới bờ Đông                              |

## Sách báo
- Peter Klimesch: Isarlust - Entdeckungen in München, MünchenVerlag, München 2011, ISBN 978-3-937090-47-4. Die Münchner Isar und die Isarbrücken von der Großhesseloher Eisenbahnbrücke bis zur St.-Emmeram-Brücke.
- Christine Rädlinger, Landeshauptstadt München, Baureferat (Hrsg.): Geschichte der Münchner Brücken. Verlag Franz Schiermeier, München 2008, ISBN 978-3-9811425-2-5.